# Thiberville
Thiberville är en kommun i departementet Eure i regionen Normandie i norra Frankrike. Kommunen ligger i kantonen Thiberville som tillhör arrondissementet Bernay. År 2022 hade Thiberville 1 765 invånare.

## Befolkningsutveckling
Antalet invånare i kommunen Thiberville
Referens:INSEE